# Indické rozprávky
Indické pohádky je československý a později slovenský animovaný seriál, který s humorem zobrazuje příběhy ze starověkých indických bajek, na jejichž konci je vždy poučení. Seriál byl vyroben v letech 1991 až 1993. Nakreslil ho a režíroval Milan Lesniak. Seriál dostal ocenění – Čestné uznání na Prix Danube v roce 1993.

## Seznam dílů
1. Slon a korytnačka
2. Had vozí žaby
3. Ovca a šakal
4. Opica a delfín
5. Ťava v levovej ochrane
6. Myška a holub
7. Osol v pardálej koži